# Miquel Munar Calafat
Miquel Munar Calafat, conegut per Pola, (1880-1940, Llucmajor, Mallorca) fou un dirigent socialista, empresari del calçat i batle de Llucmajor.
Munar s'ocupà en un taller sabater sobre el 1901-03 i s'afilià al sindicat de sabaters La Recompensa del Trabajo, integrant-se en la seva direcció el 1904. Dos anys més tard, el 1906, formà part de la direcció de l'Agrupació Socialista i, el 1909, de la Cooperativa La Nueva Vida. Entre els anys 1908-09 ocupà la presidència de La Recompensa del Trabajo i la presidència del míting socialista del Primer de maig de 1907 a Llucmajor. Dels seus discursos ressaltava la seva rotunditat i capacitat d'al·locució. A partir del 1909 s'especialitzà en afers econòmics de l'obrerisme allunyant-se dels càrrecs pròpiament polítics i s'integrà dins el comitè directiu de la cooperativa obrera La Nueva Vida com a administrador (1909-10). El 1912 abandonà els lligams amb el socialisme llucmajorer a causa de les lluites internes pel control de la direcció.
El 1913 muntà en solitari un taller de sabates. Al decenni dels vint consolidà el centre productiu i el situà entre les fàbriques més grans i amb més operaris de Llucmajor. El 1927 comptava amb 25-50 operaris declarats. El 1934 mecanitzà la totalitat del procés productiu.
Munar fou regidor de l'Ajuntament de Llucmajor entre 1924 i 1930 formant part d'un grup d'industrials que donaven suport a les forces conservadores. El 1930 cedí la direcció de la fàbrica al seu fill Antoni Munar Ferretjans per culpa de problemes de salut. El 1936 Miquel Munar es convertí en el primer batle franquista de Llucmajor gràcies a l'amistat amb el tinent coronel d'enginyers Luis García Ruiz, que havia dirigit les obres de la línia de tren Palma-Santanyí, i que esdevingué governador civil de les Balears després del cop d'estat del general Franco. Munar no volia acceptar el càrrec, però la pressió del nou governador civil el convencé. Malgrat que hagué de permetre les actuacions criminals dels falangistes, salvà diverses persones de la repressió. El 30 d'octubre fou substituït en el càrrec pel falangista Antonio Garcías Garau. Ja en la democràcia, el seu net Lluc Tomàs Munar fou batle de Llucmajor durant tres legislatures (1999-2008) pel Partit Popular.